# Лундеквист, Герда
Герда Лундеквист (швед. Gerda Lundequist, 4 февраля 1871 — 23 октября 1959) — шведская театральная актриса.

## Биография
Герда Лундквист родилась в Стокгольме в 1871 году. Она была дочерью незамужней Хедвиги Лундеквист, стала приёмной дочерью Амалии Шарлотты Экекранц.
В 1886—1891 гг. она училась в актёрской школе Dramatens elevskola, одной из её преподавательниц была Сигне Хеббе.
По окончании учёбы в 1881—1896 гг. Герда работала в театре Stora teatern в Гётеборге у Яльмара Селандера, затем в театрах Альберта Ранфта, в особенности в Шведском театре Стокольма. На протяжении полувека до 1948 г. она периодически работала в Королевском драматическом театре, была приглашённой актрисой в Riksteatern и Vasateatern. В 1920-е гг. она месте с Торстеном Хаммареном работала режиссёром и художественным руководителем Городской театр Хельсинки, где поставила пьесу «Анна Кристи» Юджина О’Нила. Также она в 1930—1940-х гг. преподавала в Dramatens elevskola.
Герда была известна главной ролью в Марии Стюарт, ролью Гонерильи в «Короле Лире», Белины в «Мнимом больном», Монны Ванны в Monna Vanna, главной ролью в Gertrud. Она также снялась в 8 кинофильмах. В 1947 г. в возрасте 76 лет Герда с большим успехом сыграла роль герцогини Йоркской в «Ричарде III».
Герда Лундквист была активной участницей борьбы за женские права. Её приглашали с лекциями в женскую школу Kvinnliga medborgarskolan vid Fogelstad в Фогельстаде, где она входила в состав школьного совета.
В 1917 г. была награждена золотой медалью Литературы и искусств.
Скончалась в Стокгольме в 1959 г., похоронена в Гётеборге.

## Личная жизнь
В 1908 г. Герда вышла замуж за Альфреда Дальстрёма, овдовела в 1923 г. В этом браке родилась дочь Сесилия Матильда Фрида Дальстрём. Одна из её внучек, Соня Кристина, британская певица.

## Фильмография
- Gösta Berlings Saga (1924)
- En Natt (1931)
- Stora famnen (1940)
- Räkna de lyckliga stunderna blott (1944)
- Onsdagsväninnan (1946)
- Den Långa vägen (1947)
- Giftas (1955)
- Maria Angelica (1961)